# Dave Lewis (Eishockeyspieler)
David Rodney Lewis (* 3. Juli 1953 in Kindersley, Saskatchewan) ist ein ehemaliger kanadischer Eishockeyverteidiger und derzeitiger -trainer. Als Assistenztrainer von Scotty Bowman gewann er bei den Detroit Red Wings drei Mal den Stanley Cup.

## Karriere als Spieler
Dave Lewis begann seine Karriere 1971 bei den Saskatoon Blades in der kanadischen Juniorenliga WCHL. Im NHL Amateur Draft 1973 wurde er von den New York Islanders in der dritten Runde an Position 33 und im WHA Amateur Draft von den Alberta Oilers ebenfalls in der dritten Runde und an Position 32 ausgewählt.
Lewis entschied sich in der National Hockey League zu spielen und schloss sich zur Saison 1973/74 den New York Islanders an. Im ersten Jahr bei den Islanders, die ihre zweite Saison in der NHL bestritten, konnte Lewis durch solide Leistungen überzeugen und etablierte sich in der Verteidigung des Teams.
Das Team wuchs sehr schnell zu einem Aspiranten auf den Stanley Cup und kämpfte mehrmals bis ins Halbfinale der Playoffs vor. Lewis konnte seine beste Saison 1976/77 spielen, als er 28 Punkte erzielte. Im März 1980 wurde Lewis zusammen mit Billy Harris zu den Los Angeles Kings transferiert, die Islander erhielten dafür Butch Goring. Lewis hatte mitgeholfen das Team immer weiter aufzubauen und nur wenige Monate nachdem er das Team verlassen hatte, gewannen die Islanders ihren ersten von vier Stanley Cups.
Bis 1983 führte er die Los Angeles Kings als Mannschaftskapitän an, ehe er zu den Minnesota North Stars transferiert wurde, die ihn noch am selben Tag weiter zu den New Jersey Devils schickten. Die Devils waren erst ein Jahr in New Jersey und hatten ihrer Franchise-Geschichte als Kansas City Scouts und Colorado Rockies keine großen Erfolge feiern können. Drei Jahre sollte Lewis für das Team spielen und auch in der Zeit konnte das Team kaum Fortschritte erzielen.
Im Sommer 1986 lief sein Vertrag in New Jersey aus und er unterschrieb bei den Detroit Red Wings. Dort spielte er in der Saison 1986/87 nur 58 Spiele, da er durch Verletzungen länger ausfiel. Zu Beginn der folgenden Saison spielte er noch in der NHL, gab aber sein Karriereende am 6. November 1987 bekannt.
Dave Lewis galt nicht als besonders talentierter Spieler und sammelte auch nicht viele Punkte, doch konnte er seinen Teams durch seine kräftige Statur große Dienste in der Defensive leisten.

## Karriere als Trainer

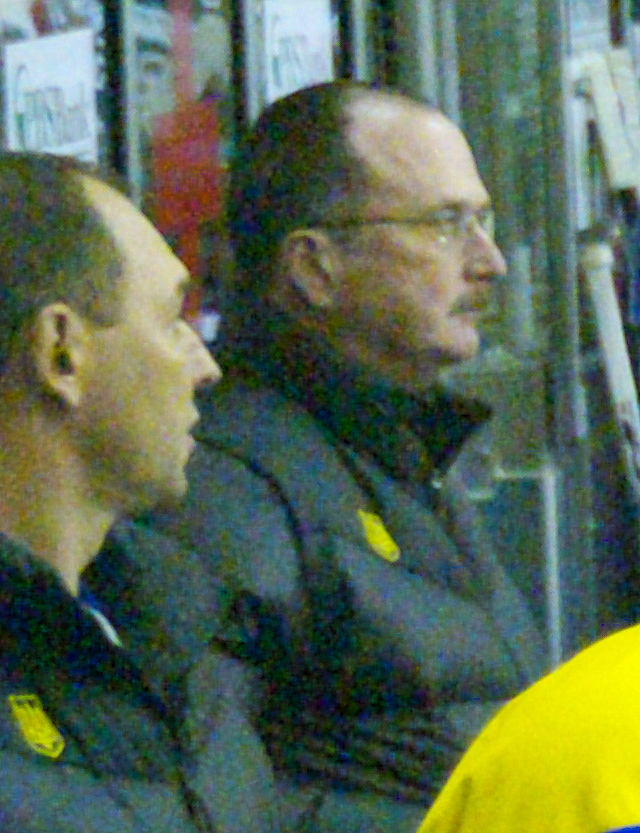
Lewis als Nationaltrainer der Ukraine (2010)

1988 wurde Dave Lewis Assistenztrainer der Detroit Red Wings und arbeitete bis 1993 unter den Cheftrainern Jacques Demers und Bryan Murray. Vor der Saison 1993/94 wurde Trainerlegende Scotty Bowman verpflichtet und auch unter ihm blieb er den Red Wings als Assistenztrainer treu.
Lewis erlebte auf diesem Posten die große Rückkehr der Red Wings an der Spitze der NHL. 1995 erreichte das Team das Stanley-Cup-Finale und konnte 1997 und 1998 endlich nach 42 Jahren wieder die Trophäe nach Detroit holen. Als Bowman in der Saison 1998/99 über gesundheitliche Probleme klagte, übernahmen Lewis und Barry Smith, damals ebenfalls ein Assistenztrainer von Bowman, den Posten als Cheftrainer und trainierten das Team fast die komplette Spielzeit, ehe Bowman im Sommer 1999 wieder gesund war.
2002 konnte Lewis mit den Red Wings erneut den Stanley Cup gewinnen. Scotty Bowman gab daraufhin das Ende seiner Karriere bekannt und Dave Lewis wurde sein Nachfolger als Cheftrainer. Unter seiner Führung blieb das Team eine Spitzenkraft in der NHL, doch in den Playoffs lief es nicht besonders gut und spätestens nach der zweiten Runde schied das Team aus. Nach dem Ausfall der Saison 2004/05 wegen des Lockout lief der Vertrag von Dave Lewis im Sommer 2005 aus. Die Red Wings entschieden den Vertrag nicht zu verlängern und verpflichteten Mike Babcock als neuen Cheftrainer.
Lewis blieb trotzdem in der Organisation und wurde im August 2005 Scout der Red Wings. Am 29. Juni 2006 verließ er dann aber Detroit nach 20 Jahren und unterschrieb bei den Boston Bruins einen Vertrag als neuer Cheftrainer. Nach nur einem Jahr verlor diesen Posten jedoch, als er die Bruins nicht in die Playoffs führen konnte.
Im August 2007 schloss er sich den Los Angeles Kings als Assistenztrainer an, doch nach einer erfolglosen Saison, die die Kings auf dem vorletzten Platz der Liga beendeten, wurde zuerst Cheftrainer Marc Crawford entlassen und im August 2008 gaben die Kings bekannt, dass Lewis nicht zum Stab des neuen Trainers Andy Murray gehören wird.
Im Frühjahr 2009 wurde Lewis zum Assistenztrainer der belarussischen Nationalmannschaft bei der Weltmeisterschaft ernannt, wo er an der Seite von Glen Hanlon arbeitete, dem er auch in der Saison 2009/10 bei HK Dinamo Minsk assistierte. Bei der Weltmeisterschaft 2011 der Division I stand Lewis als Cheftrainer der Ukraine hinter der Bande. Zur Saison 2011/12 nahm er ein Angebot der Carolina Hurricanes an, um dort als Assistenztrainer zu fungieren. Gemeinsam mit Cheftrainer Kirk Muller wurde er nach der Saison 2013/14 entlassen.
Im Dezember 2014 wurde er Cheftrainer der belarussischen Nationalmannschaft und betreute die Mannschaft bis 2018. Während der laufenden Weltmeisterschaft der Herren 2018 wurde er am 8. Mai 2018 aufgrund eines schlechten Turnierstarts beurlaubt.

## Erfolge und Auszeichnungen

### Als Trainer
- Stanley-Cup-Sieger 1997, 1998 und 2002 (als Assistenztrainer der Detroit Red Wings)
- NHL Allstar-Game 2004 (als Trainer der Western Conference)